# Jerringprisen
Jerringprisen også kaldet Radiosportens Jerringpris er en pris indstiftet af sportsredaktionen i Sveriges Radio i 1979. Prisen kaldes også for Folkets pris, idet det er radiolytterne der stemmer om hvem der er årets bedste idrætsudøver. Prisen er opkaldt efter den svenske radio-pioner Sven Jerring, Sveriges pendant til Gunnar "Nu" Hansen. Den første der modtog prisen var den alpine skisportsmand Ingemar Stenmark. Den der har modtaget prisen flest gange er skiskytten Magdalena Forsberg (4 gange). I 2011 fik Rolf-Göran Bengtsson (ridebanespringning) prisen med den største stemmeprocent (44,6 %). Prisen er fra tid til anden blevet kritiseret for at være et udtryk for popularitet i befolkningen, fremfor de sportslige præstationer.

## Alle prismodtagere

### 1979–1989
- 1979 – Ingemar Stenmark, alpin skisport
- 1980 – Ingemar Stenmark, alpin skisport
- 1981 – Annichen Kringstad, orientering
- 1982 – IFK Göteborg, fodbold herrer
- 1983 – Mats Wilander, tennis
- 1984 – Gunde Svan, langrend
- 1985 – Gunde Svan, langrend
- 1986 – Tomas Johansson, brydning
- 1987 – Marie-Helene Westin, langrend
- 1988 – Tomas Gustafson, hurtigløb på skøjter
- 1989 – Jan Boklöv, skihop

### 1990–1999
- 1990 – Sveriges håndboldlandshold (herrer)
- 1991 – Pernilla Wiberg, alpin skisport
- 1992 – Pernilla Wiberg, alpin skisport
- 1993 – Torgny Mogren, langrend
- 1994 – Sveriges fodboldlandshold (herrer)
- 1995 – Annika Sörenstam, golf
- 1996 – Ludmila Engquist,  atletik
- 1997 – Magdalena Forsberg, skiskydning
- 1998 – Magdalena Forsberg, skiskydning
- 1999 – Ludmila Engquist,  atletik

### 2000–2009
- 2000 – Magdalena Forsberg, skiskydning
- 2001 – Magdalena Forsberg, skiskydning
- 2002 – Carolina Klüft, atletik
- 2003 – Annika Sörenstam, golf
- 2004 – Stefan Holm, atletik
- 2005 – Tony Rickardsson, speedway
- 2006 – Susanna Kallur,  atletik
- 2007 – Zlatan Ibrahimović, fodbold
- 2008 – Charlotte Kalla, langrend
- 2009 – Helena Ekholm, skiskydning

### 2010-2016
- 2010 – Therese Alshammar, svømning
- 2011 – Rolf-Göran Bengtsson, ridesport
- 2012 – Lisa Nordén, triathlon
- 2013 – Henrik Stenson, golf
- 2014 – Sarah Sjöström, svømning
- 2015 – Sarah Sjöström, svømning
- 2016 – Peder Fredricson, ridesport
- 2017 – Peder Fredricson, ridesport